# Film bielorussi proposti per l'Oscar al miglior film straniero
Nel 1995 la Bielorussia ha presentato per la prima volta un film all'Academy of Motion Picture Arts and Sciences per concorrere all'Oscar come miglior film di lingua straniera.
Dopo due proposte nella seconda metà degli anni novanta nel 2018, dopo ventidue anni di assenza, la Bielorussa è tornata a sottoporre un proprio film al processo di selezione del prestigioso premio per la novantunesima edizione degli Oscar.
| Anno | Film                                         | Lingua                                         | Regia                     | Risultato     |
| ---- | -------------------------------------------- | ---------------------------------------------- | ------------------------- | ------------- |
| 1995 | Moi Ivan, toi Abraham (Я — Иван, ты — Абрам) | Yiddish, Polacco, Russo, Romeno                | Yolande Zauberman         | Non candidato |
| 1997 | From Hell to Hell (Из ада в ад)              | Yiddish, Russo, Tedesco                        | Dmitri Astrakhan          | Non candidato |
| 2019 | Crystal Swan (Хрусталь)                      | Russo, Inglese                                 | Darya Zhuk                | Non candidato |
| 2020 | Debut (Дебют)                                | Russo                                          | Anastasiya Miroshnichenko | Non candidato |
| 2021 | Lezioni di persiano (Persischstunden)        | Inglese, Francese, Tedesco, Italiano, Persiano | Vadim Perelman            | TBD           |

| Non candidato | Il film è stato proposto per la candidatura, ma non è stato selezionato dall'Academy of Motion Picture Arts and Sciences. |
| Short-list    | Il film è entrato nella "short-list" stilata a gennaio dei nove candidati per l'Oscar al miglior film straniero.          |
| Candidato     | Il film è entrato a far parte dei cinque candidati per l'Oscar al miglior film straniero.                                 |
| Vincitore     | Il film ha vinto l'Oscar al miglior film straniero.                                                                       |